# USS Enterprise (NCC-1701-E)
„Ентерпрайс-Е“ /USS Enterprise (NCC-1701-E)/ е космически кораб от сериала „Стар Трек“. Той е звездолет от клас „Sovereign“ (върховен, абсолютен), на служба в края на 24. век и е шестият кораб, носещ името „Enterprise“.

## История на кораба
„Enterprise-E“ е зачислен на служба на звездна дата 49827.5 и е най-развитият и модерен звездолет на Старфлиит за времето си. Той е построен в орбита около Земята, в корабостроителницата Сан Франциско.
Кап. Жан-Люк Пикар поема командването на кораба скоро след встъпването на „Enterprise“ в длъжност, година след разрушаването на неговия предшественик – USS Ентърпрайз (NCC-1701-D). Повечето от екипажа на Пикар е прехвърлен от USS Ентърпрайз (NCC-1701-D) на Ентърпрайз-E.

## Технически данни
Първоначално „Enterprise-E“ е 685 метра дълъг и има 24 палуби. Снабден е с 12 оръдейни редици с фазери и с 5 торпедни отсека. До 2379 г. „Enterprise-E претърпява поне една преправка, включваща 5 допълнителни редици фазерни оръдия и още 5 торпедни отсека. Броят на палубите също е увеличен с 5 и достига до 29 броя. Секциите вкючват контрол на дефлекторните щитове, звездна картография и лазарет. Главният инженерен отсек и лазаратът са на 16-а палуба. Корабът може да бъде контролиран и от ръчен контрол на мостика. За първи път корабът е снабден и с холограмен доктор. Звездолетът носи и няколко различни по вид совалки, включващи и такива, способни да развиват светлинна скорост.